# Sison (Surigao del Norte)
Sison (Bayan ng Sison) är en kommun i Filippinerna. Kommunen ligger på ön Mindanao, och tillhör provinsen Surigao del Norte. Folkmängden uppgår till 10 046 invånare.
Sison är indelat i 12 barangayer.